# Amuitahiraʻa o te Nunaʻa Maohi
Amuitahiraʻa o te Nunaʻa Maohi (dt. Versammlung des Maohi-Volkes), bis Januar 2022 Tāhōʻēraʻa huiraʻatira (dt. Volksgemeinschaft), ist eine politische Partei in Französisch-Polynesien. Die Partei tritt für die Autonomie Französisch-Polynesiens ein und gilt als gaullistisch.

## Geschichte
Die Partei wurde 1977 von Gaston Flosse, langjährigem Präsidenten von Französisch-Polynesien, gegründet. Bei der Parlamentswahl in Französisch-Polynesien 2013 wurde die Tahoera stärkste Partei und besetzte seitdem 38 der 57 Sitze. Nachdem Gaston Flosse aufgrund der Rechtskraft seiner Verurteilung wegen Korruption sein passives Wahlrecht verloren hatte, musste er am 5. September 2014 als Präsident von Französisch-Polynesien zurücktreten. Am 12. September 2014 wurde sein damaliger Schwiegersohn Édouard Fritch Präsident Französisch-Polynesiens. Gaston Flosse blieb weiter Parteivorsitzender von Tahoeraa huiraʻatira und entzweite sich 2015 mit Fritch. Édouard Fritch gründete am 20. Februar 2016 Tāpura huiraʻatira, eine Partei, die ebenso wie Tāhōʻēraʻa huiraʻatira die politische Autonomie innerhalb der Französischen Republik aufrechterhalten möchte und nicht nach vollständiger Unabhängigkeit strebt. Bei der Parlamentswahl in Französisch-Polynesien 2018 verlor die Tāhōʻēraʻa huiraʻatira seine Mehrheit an die Partei von Édouard Fritch.